# Expat
Expat es una biblioteca de proceso XML 1.0 orientada a streams y escrita en lenguaje de programación C. Expat fue uno de los primeros proyectos libres para crear un procesador de XML, y ha sido incorporado en varios proyectos libres de relevancia mayor, como el Servidor HTTP Apache, Python, Perl, PHP y Mozilla.
James Clark liberó la versión 1.0 mientras era líder técnico del grupo de trabajo de XML en el Consorcio WWW. Clark liberó dos versiones más, 1.1 y 1.2, antes de dejar la dirección del proyecto en manos del grupo liderado por Clark Cooper, Fred Drake y Paul Prescod en el año 2000. El grupo de trabajo liberó la versión 1.95.0 en septiembre del 2000 y siguen liberando versiones con mejores y arreglos de errores. Actualmente el proyecto se encuentra en Sourceforge y hay una versión disponible para todos los sistemas operativos más usados.

## Funcionamiento
Para usar la biblioteca Expat, el programa primero registra una función de manejo con Expat. Cuando Expat analiza el documento XML, llama a la función de manejo registrada a medida que encuentra algo relevante. A esto se le conoce como eventos. Normalmente, los programas registran funciones con Expat para eventos de inicio o fin de una etiqueta XML así como eventos de caracteres. Expat proporciona soporte para un manejo más sofisticado de los eventos XML así como las declaraciones de XML Namespaces, instrucciones de proceso y eventos DTD.
Los eventos de proceso de Expat son similares a los usados en la API Sencilla para XML (SAX), pero no es completamente compatible (ni es su propósito). Los proyectos que incorporan la biblioteca Expat generalmente implementan procesadores SAX y DOM por sobre la biblioteca.